# 波瑠
波瑠（日语：／ haru，1991年6月17日—），日本女演員、Fashion Model，出身於東京都足立區。隸屬HORI AGENCY事務所。早期曾以南波瑠的名字擔任雜誌《Seventeen》的專屬模特兒，亦曾是non-no雜誌的專屬模特兒。2015年主演NHK下半年度晨間劇《阿淺來了》。

## 經歷
初中1年級時，波瑠報名參加一個音樂錄影帶的面試，被現在所屬的事務所相中，從此進入藝能界。首部戲劇作品為2006年的電視劇《對岸的她》。首張單曲CD作品則2008年4月16日推出。出道以來除了模特工作外也持續演出許多影視作品，但多是配角或客串，並未得到太大注目，2012年將出道起維持的長髮剪去改成短髮造型，在影視方面得到更多發展機會。2014年春季演出電視劇《BORDER》裡的女性鑑識醫，獲得不錯的評價，8月初主演電視劇《怪談 三島屋奇異百物語》及9月初次單獨主演電影《榕樹食堂之戀》。同年10月，在《對不起青春！》劇中飾演男主角高中時代的暗戀對象，亦引起觀眾注目。
2015年3月，NHK公布由波瑠主演2015年9月開播的晨間劇《阿淺來了》，飾演女主角「白岡淺」。因憧憬演出晨間劇，此為波瑠第四次參加試鏡，最後在2590位競爭者之中脫穎而出。同月宣布結束自2012年開始的《non-no》雜誌專屬平面模特兒身分，專心於演員工作。
2016年夏季主演富士電視台電視劇ON 異常犯罪搜查官·藤堂比奈子，是她首次擔任民放電視劇主演。

## 人物
- 波瑠或是早期使用的南波瑠皆是藝名。[8]
- 2014年9月的專訪提到，高中畢業後曾有一段時間欲專心於演員工作，但沒有工作上門，也有過焦慮想去考取其他證照的時期，最後選擇了大量觀賞電影來學習演技，當時一個月可看30部電影。[9]
- 有許多媒體或網路評價認為波瑠與日本已故知名女星夏目雅子頗為神似[10][11][12]，而她也曾在改編自伊集院静自傳的電視劇中飾演過夏目雅子本人的角色[13]。
- 興趣：繪畫、看電影、寫電郵、烹飪
- 特長：跳高、彈奏結他

## 演出作品

### 電視劇
- 對岸的她（日语：対岸の彼女）（WOWOW，2006年）
- 14歲的母親（日本電視台，2006年）飾演 上田春
- 我們的教科書（第1、9集）（富士電視台，2007年）飾演 熊澤櫻
- 人形少女16歲!!（BS富士，2008年）飾演 桐生明美
- 少年刑警〜童顏刑警·柴田竹虎〜（第1集）（富士電視台，2008年）飾演 留美
- 戀空（東京廣播公司，2008年）飾演 咲
- 33分偵探（第3集）（富士電視台，2008年）飾演 赤梅女學院學生
- Room Of King（日语：Room Of King）（第3集）（富士電視台，2008年）飾演
- 鬼鎮之花（日语：ゴーストタウンの花）（朝日電視台，2009年3月20日）飾演 秋山莉奈
- 外科醫生鳩村周五郎（日语：外科医 鳩村周五郎） 被塗了血的挑戰狀I（富士電視台，2009年3月27日）飾演 朝岡真里菜
- 雙頭犬（TBS，2009年）飾演 白川加奈
- 新參者（第4集）（TBS，2010年）飾演 澤村香苗
- GOLD（第1、2集）（富士電視台，2010年）飾演 椎名涼子
- 逃亡律師（日语：逃亡弁護士 成田誠）（第6集）（關西電視台，2010年）飾演 橋元望
- 黑豹 人中之龍新章（每日放送，2010年）飾演 工藤沙紀
- 私が初めて創ったドラマ（日语：私が初めて創ったドラマ）（第5回）（NHK數碼衛星高清頻道，2010年10月29日）飾演
- 怪醫黑傑克（2011年真人（岡田將生）版）（日本電視台，2011年4月23日）飾演 八坂渚
- 偵探X的挑戰狀！（日语：探偵Xからの挑戦状!）（特備劇版）（NHK，2011年4月-5月）飾演 榎木光子
- Switch Girl!!～變身指令～（富士電視台TWO（日语：フジテレビTWO），2011年12月）飾演 城崎麗香
- （BS-TBS，2012年3月28日）飾演
- Legal High（第1集）（富士電視台，2012年）飾演 島村智子
- 結婚同窗會〜SEASIDE LOVE〜（日语：結婚同窓会 〜SEASIDE LOVE〜）（富士電視台TWO，2012年）飾演 夏目蓮花
- 東野圭吾懸疑故事（第8集）（富士電視台，2012年8月30日）飾演 佐伯洋子
- MONSTERS（第4集）（TBS電視台，2012年）飾演 鈴木佳代
- Pillow Talk（日语：ピロートーク〜ベッドの思惑〜）（第8集）（關西電視台，2012年）飾演 葵
- 相棒（第11季，第11集元旦日Special）（朝日電視台，2013年）飾演 二百鄉茜
- 書店員美智留的遭遇（NHK，2013年1月-3月）飾演 古川千秋
- 食物语·她的菜单（たべものがたり 彼女のこんだて帖）（第9、10集）（NHK BS Premium，2013年）飾演 山根麻衣
- 幽靈女友（第7集）（關西電視台，2013年）飾演
- 救命病棟24時（第5季）（富士電視台，2013年7月-9月）飾演 國友花音
- 瞌睡先生（日语：いねむり先生）（朝日電視台，2013年9月15日）飾演
- 一幣通關小子：我們的電玩史（東京電視台，2013年10月-12月）飾演 高野文美
- 萬事占卜處 歡迎來到陰陽屋（第3集）（關西電視台，2013年）飾演 宮内夏央
- 鹳鸟摇篮~婴儿安全岛在6年中救下的92条生命的未来~（日语：こうのとりのゆりかご〜「赤ちゃんポスト」の6年間と救われた92の命の未来〜）（TBS電視台，2013年11月25日）飾演 安田涼子
- Matching Love（日语：マッチング・ラブ）（TBS電視台，2013年12月24日）飾演
- 金田一少年之事件簿 獄門塾殺人事件（日本電視台，2014年1月4日）飾演 濱秋子
- 人質朗讀會（日语：人質の朗読会）（WOWOW，2014年3月8日）飾演 平澤瞳
- 植物男子陽台星人（日语：植物男子ベランダー）（NHK BS Premium，2014年）飾演 花店店員
- BORDER 警視廳搜查一課殺人犯搜查第4係（朝日電視台，2014年4月-6月）飾演 比嘉美香
- 怪談 三島屋奇異百物語（日语：おそろし〜三島屋変調百物語）（NHK BS Premium，2014年8月-9月）飾演 （主演）
- 對不起青春！（TBS電視台，2014年10月-12月）飾演 蜂矢祐子
- 大江戶搜查網（日语：大江戸捜査網2015〜隠密同心、悪を斬る!）（東京電視台，2015年1月2日）飾演 田沼早苗
- 草裙舞女孩與愛犬可可（東京電視台，2015年3月11日）飾演 竹澤霞
- NHK晨間劇 阿淺來了（NHK，2015年9月-2016年4月）飾演 今井淺→白岡淺（主演）
- 世界上最艱難的戀愛（日本電視台，2016年4月-6月 ）飾演 柴山美咲
- 阿淺來了番外 破鍋配鍋蓋（NHK BS Premium，2016年4月23日）飾演 白岡淺
- ON 異常犯罪搜查官·藤堂比奈子（富士電視台，2016年7月-9月）飾演 藤堂比奈子（主演）
- 媽媽，不當您女兒可以嗎？（NHK，2017年1月-3月）飾演 早瀨美月（主演）
- 北風與太陽的法庭（日语：北風と太陽の法廷）（日本電視台，2017年3月17日）飾演 櫻川風香（主演）
- 其實並不在乎你（TBS電視台，2017年4月-6月）飾演 渡邊美都（主演）
- BORDER 衝動～檢察官·比嘉美香～（朝日電視台，2017年10月6日、13日）飾演 比嘉美香（主演）
- BORDER 贖罪（朝日電視台，2017年10月29日）飾演 比嘉美香
- 有錢人家鳥事多（日本電視台，2018年1月-3月）飾演 北澤知晶
- 女兒的結婚（日语：娘の結婚 (小説)）（東京電視台，2018年1月8日）飾演 國枝實希
- Sniffer 嗅覺搜查官 特備劇（NHK，2018年3月21日）
- 未解決之女 警視廳文書搜查官（日语：警視庁文書捜査官）（朝日電視台，2018年4月-6月）飾演 矢代朋（主演）
- 警視廳·搜查一課長（日语：警視庁・捜査一課長）（第三季，第2、9集）（朝日電視台，2018年）飾演 矢代朋
- 限時嫁人大作戰（日语：SURVIVAL WEDDING）（日本電視台，2018年7月－9月）飾演 （主演）
- 未解決之女 警視廳文書搜查官〜緋色的信號〜（朝日電視台，2019年4月28日）飾演 矢代朋（主演）[14]
- 有錢人家鳥事多SP 2019夏～雖然是夏天但還是冷死了～（日本電視台，2019年6月29日）飾演 北澤知晶[15]
- 絆之踏板（日语：絆のペダル）（日本電視台，2019年8月24日）飾演 椎名優希
- G弦上的你和我（TBS電視台，2019年）飾演 小暮也映子（主演）
- 路～台灣Express～（NHK，2020年）飾演 多田春香（主演）[16]
- 未解決之女 警視廳文書搜查官（第2季）（朝日電視台，2020年8月-9月）飾演 矢代朋（主演）
- #遙距戀愛～普通的戀愛是邪道～（日本電視台，2020年10月-12月）飾演 大櫻美美（主演）[17]
- Night Doctor（富士電視台，2021年6月-9月）飾演 朝倉美月（主演）
- 心愛的謊言～溫柔的黑暗～（朝日電視台，2022年1月-3月）飾演 今井望緒（主演）
- 邁向未來的倒數10秒（朝日電視台，2022年4月-6月）飾演 桐澤史織、佐久間美鈴（一人分飾兩角）
- 魔法翻新（關西電視台，2022年7月18日-9月19日）飾演 真行寺小梅（主演）
- Mr.新娘（富士電視台，2023年4月12日-6月21日）飾演 速見穗香（主演）
- 往這邊看 向井君（日本電視台，2023年7月12日-9月13日）飾演 坂井戶洸稀
- 玻璃城（2024年版）（日语：ガラスの城 (松本清張)）（朝日電視台，2024年1月4日）飾演 的場郁子（主演）
- Great Gift（朝日電視台，2024年1月18日-3月14日）飾演 久留米穗希
- 24小時電視特備劇（日本電視台，2024年8月31日）飾演 萩本澄子
- EYESEE～瞬間記憶搜查·柊班～（富士電視台，2025年1月21日-3月25日）飾演 柊冰月（主演）

### 電影
- 在通勤電車上找到座位的技術！（sazanami，2006年10月7日公映）飾演愛
- 檸檬時代（Theres Enterprise，2007年3月31日公映）飾演吉井薰（負責Side Guitar）
- 戀空（東寶，2007年11月3日公映）飾演亞矢
- （2007年）飾演果步（主演）
- 在遙遠彼方的小千（Synergy Relations，2008年1月19日公映）飾演林田遊子
- 夕映え少女（製作委員會，2008年1月26日公映）飾演阿染
- 奪命捉迷藏（PHANTOM FILM，2008年2月2日公映）飾演佐藤春
- Rock'n Roll ★ Diet!（Bio-Tide and Associates，2008年9月13日公映）飾演
- （Astaire，2008年11月8日公映）飾演川代瑞樹
- Ikemen Bank（Jolly Roger，2009年3月14日公映）飾演山村百合
- 守護天使（Avex Entertainment，2009年6月20日公映）飾演渡邊麻美
- 山形SCREAM（Jolly Roger，2009年8月1日公映）飾演波來前胸惠
- 女孩物語（日语：女の子ものがたり）（Avex Entertainment、IMJ Entertainment，2009年8月29日公映）飾演（高中生時代）
- 武士道SIXTEEN（GO CINEMA，2010年4月24日公映）飾演西荻綠子
- SOFTBOY（東映，2010年6月19日公映）飾演草薙結衣
- （真人電影版）（Jolly Roger、Liverpool、名古屋電視台，2010年11月6日公映）飾演小笠原祥子（主演）
- 高校痞子田中（SHOWGATE，2012年2月18日公映）飾演
- GIRL（東寶，2012年5月26日公映）飾演北村裕子
- 我和少女、還有貓（Good Coming，2012年6月4日公映）飾演美由紀
- BUNGO～适度的欲望～（BUNGO〜ささやかな欲望〜 告白する紳士たち「幸福の彼方」）（角川映畫，2012年9月29日公映）飾演絹子
- 派对从澡堂开始（日本出版販賣，2012年12月1日公映）飾演望
- 大家、再見（みなさん、さようなら）（PHANTOM FILM，2013年1月26日公映）飾演松島有里
- 絕叫學級（真人電影版）（東寶映像事業部，2013年6月14日公映）飾演
- 100次哭泣（英语：100回泣くこと#映画）（SHOWGATE，2013年6月22日公映）飾演小川惠子
- 不完美情人（東寶，2013年10月26日公映）飾演川口朝美
- 新大久保物語（United Entertainment，2013年11月16日公映）
- 哥斯拉（東寶，2014年7月25日公映）為艾麗·布羅迪（伊麗莎白·奧爾森的角色）配音
- 榕樹食堂之戀（BS-TBS，2014年9月20日公映）飾演（主演）
- Again 第28年的甲子園（東映，2015年1月17日公映）飾演 戶澤美枝
- 蚱蜢（日语：グラスホッパー_(小説)#映画）（KADOKAWA／松竹，2015年11月7日公映）飾演百合子
- 流星慢舞（日语：流れ星が消えないうちに#映画）（ARK Entertainment，2015年11月21日公映）飾演 本山奈緒子（主演）
- 在咖啡冷掉之前（東寶，2018年9月21公映）飾演清川二美子
- 小資女孩奮鬥記：遊樂園的奇蹟（日语：オズの世界#映画）（HIGH BROW CINEMA、PHANTOM FILM，2018年10月26日公映）飾演波平久瑠美（主演）
- 彌生、三月-愛著你的30年-（日语：弥生、三月-君を愛した30年-）（東寶，2020年3月20日公映）飾演結城彌生（主演）[18]
- Hotel Royal（日语：ホテルローヤル (桜木紫乃)）（PHANTOM FILM，2020年11月13日公映）飾演田中雅代（主演）
- Analog（アナログ）（ASMIK ACE（日语：アスミック・エース）、東寶，2023年10月6日公映）飾演（女主角）

### 電視動畫
- 元氣媽媽（第23集）（東京電視台，2009年9月16日）聲演君子。

### 電影動畫
- 麵包超人：玩具之星的南達與倫妲（日语：それいけ!アンパンマン おもちゃの星のナンダとルンダ）（東京劇場，2016年7月2日公映）聲演 倫妲（ルンダ）。
- 勇者鬥惡龍Your Story（日语：ドラゴンクエスト ユア・ストーリー）（東寶，2019年8月2日公映）聲演 芙羅拉（フローラ）。

### 其他電視節目
- 鬧鐘電視 （富士電視台，2008年4月 - 2009年3月）。
- （名古屋電視台，2008年7月29日 - ）常規演出。
- アンタッチャブルのマキマキでやってみよう!!（日语：アンタッチャブルのマキマキでやってみよう!!）（朝日放送，2009年8月14日）。
- FNS27時間TV「にほんのれきし博物館」（富士電視網，2017年9月9日、10日） - 「旅人」

### 電台節目
- All Night Japan R（日本放送，2008年6月21日） - 與有末麻祐子、水澤惠麗奈3人的一天節目主持。

### 舞台劇
- 0号室の客 〜帰ってきた男〜（日语：0号室の客#舞台）（2010年11月 - 12月）飾演小須田美香（主演）。
- （2016年5月7日 - 22日）飾演里子。

### 廣告

#### 電視廣告
- SONY Walkman×NET JUKE「ROCK'IN少女」篇（2006年）
- NTT DoCoMo
  - 春之CAMPAIGN 音樂手機「櫻之承諾」篇（2007年）

與岡田將生共同演出。
  - d Market BOOKStore（2012年5月 - ）
- 環球音樂 『DRIVIN' J-POP for LOVE&JOY』（雜錦CD）（2008年）
- 三得利 Lucky Cider篇（2008年7月 - 2009年1月）
- 倍樂生 進研Seminar高校講座
  - 「攻擊大學考試 合格實績」篇（2008年11月 - ）
  - 「攻擊大學考試 宣誓」篇（2008年12月 - ）
  - 「攻擊大學考試 認真」篇（2009年1月）
  - 「攻擊大學考試 學生宣誓」篇（2009年2月 - ）
  - 「'09夏篇」篇（2009年6月 - ）
- 花王
  - 「在過山車的實證」篇（2009年10月 - ）
  - Liese（2014年3月 - ）
  - 樂而雅（日语：ロリエ）F （2016年10月 - ）
  - 蘇菲娜（日语：ソフィーナ）Primavista（2017年2月 - ）
- 日本環球影城篇（2010年8月 - 11月）
- Autobacs Seven Autobacs（2011年9月 - ）
- 強生 1·Day Acuvue Moist 散光用（2012年5月 - ）
- 大塚食品 MATCH（2013年5月 - ）
- NHK-BS 訂費（2013年6月 - ）
- 森永製菓 DARS（2013年10月 - ）
- POINT LOWRYS FARM（2013年10月 - ）
- Mynavi（日语：マイナビ）
  - Mynavi護士（2014年1月 - ）
  - Mynavi藥劑師（2016年9月 - ）
- 日本郵政 2015年用附有彩票的賀年明信片（日语：お年玉付郵便はがき）（2014年10月 - ）
- 朝日飲料 （2015年3月 - ）
- GU（2015年3月 - 2016年8月）
- 三井SHOPPING PARK （2015年4月 - ）
- 麒麟（日语：キリン (企業)）
  - 麒麟飲料（日语：キリンビバレッジ） 生茶（日语：生茶）「波瑠 味」篇（2016年4月 - ）
  - 麒麟啤酒 （2017年4月 - ）
  - 冰結（日语：氷結 (チューハイ)）RED & 冰結GREEN（2019年2月 - ）
- Mister Donut Croissant Muffin（2016年4月 - ）
- 久光製藥 篇（2016年5月 - ）
- 大同生命保險（日语：大同生命保険）  （2016年10月 - ）
- 三洋食品 「札幌一番 」 （2016年10月 - ）
- 政府廣報（日语：政府広報） My Number Card 「身分證明書」篇 （2017年）
- 全藥工業（日语：全薬工業）
  - （2018年9月 - ）
  -  篇（2019年10月 - ）
- 關西電力篇（2021年6月 - ）

#### 平面廣告
- 強生 ACUVUE ADVANCE硬照（2007年）
- 消防廳 2008年度秋天火災預防運動海報（2008年）
- 建設業勞動災害防止協會 年度末海報（2014年）
- 法務省 第64回照亮社會運動「歡迎回來」海報（2014年）
- 消防試驗研究中心 資格試驗廣報用海報（2014年）
- 警視廳 2017年度春天全國交通安全運動（日语：全国交通安全運動）海報（2017年）

#### 其他
- 日本損害保險協會 2012年度廣報人物（2013年）
- 亞瑟士 ASICS33宣傳大使（2013年）
- 全國都市綠化橫濱展（日语：全国都市緑化フェア） 花卉大使（2017年）
- 政府廣報（日语：政府広報） My Number Card（2016年 -）

### 電子遊戲
- 黑豹 人中之龍新章（世嘉，2010年）飾演工藤沙紀。
- 仁王2（光榮特庫摩，2020年）飾演無明。

### 音樂錄影帶
- FUNKY MONKEY BABYS 「告白」（2008年）
- +Plus（日语：+Plus） 「雪道」（2009年）
- 張根碩 「Stay」（2012年）
- indigo la End（日语：indigo la End） （2014年）
- DREAMS COME TRUE 「KNOCKKNOCK!（日语：KNOCKKNOCK!）」（2017年）
- 神啊、我已經察覺到了「CQCQ（日语：CQCQ）」（2017年）
- 神啊、我已經察覺到了 ｢ストレイシープ（日语：ストレイシープ）｣（2018年）
- 生物股長 ｢きらきらにひかる（日语：きらきらにひかる）｣（2020年）

### 雜誌
- Seventeen專屬模特兒（2007年 - 2012年，集英社）
- non-no專屬模特兒（2012年 - 2015年3月 ，集英社）
- 婦人畫報（日语：婦人画報）（2016年4月 - 2017年3月，Hearst婦人畫報社（日语：ハースト婦人画報社））連載：
- saita（2017年5月 - 、7&I出版）連載：

### 其他
- 手機音樂劇 加藤米莉亞 20 -CRY-（Episode 1）（DOR@MO，2009年1月7日）
- 手機戀愛劇 100Scene之戀（Vol.3，第1集）（i-mode / EZweb / Yahoo!，2008年12月1日）飾演 彩音。
- （NTT DoCoMo BeeTV (日本)，2011年10月1日 - 12月21日）飾演 齊藤麻耶。
- 秘密的關係〜老師是同居人〜（BeeTV，2010年7月1日 - 2010年9月23日）飾演 清瀨美和子。
- （BeeTV，2013年5月20日 - 6月24日）飾演 前園遙。
- （三陽商會官方網站，2013年5月13日 - 2013年6月6日）飾演 早坂千鳥（主演）。
- （森永製菓朱古力「DARS」官方網站，2013年10月1日 - ）飾演 （主演）。
- （第2集）（ひかりTV，2013年11月8日） - 飾演 （主演）。
- （YouTube，2015年6月15日 - 17日）。
- （Amazon Prime Video，2022年3月18日 - ）飾演 岡部聰子（主演）。
- （FOD，2023年6月21日）速見穗香（主演）。

## CD

### 單曲
- I miss you / MESSAGE～給明天的我～（I miss you / MESSAGE～明日の僕へ～；2008年4月16日推出）（東京廣播公司電視節目的片尾曲）

## 獎項
- 第88回日劇學院賞主演女優賞（阿淺來了）[19]
- 2016年東京國際戲劇節 主演女優獎（阿淺來了）
- 第5回CONFiDENCE日劇大獎最佳女主角獎（ON 異常犯罪搜查官·藤堂比奈子）[20]
- 第93回日劇學院賞主演女優賞（我可能沒那麼愛你）
- 第25回日刊SPORTS主演女優賞（心愛的謊言 溫柔的黑暗）

## 外部連結
- 事務所官方介紹頁 （页面存档备份，存于）
- 唱片公司官方介紹頁 （页面存档备份，存于）
- 官方Blog「Haru's official blog」 （页面存档备份，存于）
- 波瑠的Instagram帳戶
- 中的前官方Blog（Internet Archive存檔）
- ST MO的Special Blog（Internet Archive存檔）